# جيمي سميت
جيمي سميت هو لاعب كرة قدم بلجيكي في مركز الدفاع، ولد في 31 أكتوبر 1977 في فلاندر الشرقية في بلجيكا، وتوفي في 5 مايو 2012. لعب مع بيفيرين وريسنغ وايت ديرنغ مولنبيك وفاسلاند بيفيرين وليرس.